# Kapellmeisters Pflegekind
Kapellmeisters Pflegekind ist ein deutsches Stummfilmmelodram aus dem Jahre 1915 von Heinrich Bolten-Baeckers mit Max Pallenberg in der Rolle des Kapellmeisters.

## Handlung
In dieser herzergreifenden Geschichte steht ein Kapellmeister im Mittelpunkt, der durch einen Zufall in den „Besitz“ eines kleinen Kindes gerät. Raninger hatte bis dahin das in ruhigen Bahnen verlaufende, ausschließlich kulturorientierte Leben eines Musikbesessenen geführt, der sich sogar bei der in seinem trauten Heim stehenden Büste Ludwig van Beethovens entschuldigt, wenn er, statt sich den tönenden Klängen zu widmen, ein Gläschen Likör gönnt.
Als er nun von einer Artistenmutter deren Kind in die Hand gedrückt bekommt, weil diese lieber ihrem Liebhaber folgt, diesen aber schließlich in den Tod treibt. Währenddessen wächst das kleine Mädchen wohlbehütet bei Raninger auf, der sich liebevoll um sie kümmert und liebevoll ihr Geburtstagsfest auf die Beine stellt. Als nach zehn Jahren aus dem Mädchen eine junge Frau geworden ist, leidet der alte Kapellmeister Höllenqualen, weil die Angst ihn umtreibt, er könnte sein Pflegekind an einen jungen Mann und Herzensbrecher verlieren. Und so geschieht es: Als Raninger aber erkennt, wie gut es seine Ziehtochter bei ihrem Liebsten haben wird, lässt er sie zwar schweren aber doch auch frohen Herzens ziehen.

## Produktionsnotizen
Kapellmeisters Pflegekind entstand zum Jahresbeginn 1915 im BB-Film-Atelier in Berlin-Steglitz und besaß drei Akte, verteilt auf 1481 Metern Länge. Der Film passierte die Zensur am 23. März 1915 und wurde wohl wenig später uraufgeführt.

## Kritiken
„Mit diesen begrüßen auch wir es, daß Pallenberg sich für den Film einen jener Rollen gewählt hat, die durch eine ungemein sympathische, gemütvolle Innerlichkeit glänzen, nicht in der tiefen Tragik untergehen und dabei wie ein Irrlicht den leisen Humor der Behaglichkeit durchglänzen lassen.“